# Loi Bloche
Lire en ligne

Lire la version actuelle consolidée sur Légifrance

La loi n° 2016-1524 du 14 novembre 2016 visant à renforcer la liberté, l'indépendance et le pluralisme des médias (dite Loi Bloche, surnommée Loi anti-Bolloré,) est adoptée le 6 novembre 2016 à l'initiative du député socialiste Patrick Bloche. Elle veut répondre à la problématique de la concentration des médias français aux mains de quelques grands milliardaires. Son efficacité est sujette à polémique, parfois jugée incomplète et inefficace, voir contre-productive.

## Problématique de la concentration des médias français
En France, quelques grands groupes (Lagardère, Dassault, etc.) se partagent l'essentiel des médias. Les neuf principaux groupes de presse français réalisent un chiffre d'affaires qui se situe entre 2,2 milliards d'euros et 280 millions d'euros. Par ordre décroissant de chiffre d'affaires, il s'agit de Lagardère Active (Lagardère), de la Socpresse (Dassault) (Le Figaro), du groupe Amaury (Le Parisien), de Prisma Presse, du groupe Le Monde, d'Emap Media, de Bayard Presse, d'Ouest-France et de Sud Ouest.
Ce phénomène, qui voit un nombre restreint d'acteurs contrôler une part croissante du marché, soulève des questions quant à la pluralité de l'information et l'indépendance des rédactions face à l'influence potentielle de ces milliardaires sur les lignes éditoriales, favorisant la défiance des citoyens envers les médias et constituant un véritable danger démocratique.
Cette situation se développe malgré le cadre législatif préalable dont la France dispose, comme avec la loi du 29 juillet 1881 sur la liberté de la presse ou la loi de 1986 sur la liberté de communication.

## Contenu de la loi
C'est dans ce contexte qu'en 2016, Patrick Bloche fait adopter la proposition de loi « Liberté, indépendance et pluralisme des médias », devenue loi Bloche, dans le but avoué de répondre à des cas d’ingérences de propriétaires de médias dans le travail de leurs rédactions pour favoriser leurs intérêts économiques.
Elle contient plusieurs avancées notables : elle renforce la protection des journalistes à l'égard des pressions économiques dont ils peuvent faire l'objet (de la part des actionnaires ou des annonceurs) ainsi que le secret des sources. Elle donne également des pouvoirs supplémentaires au Conseil Supérieur de l'Audiovisuel et oblige les entreprises de médias à la rédaction de chartes déontologiques et à la mise en place de « comités relatifs à l'honnêteté, l'indépendance, au pluralisme de l'information et des programmes ».

## Controverse
Le renforcement de la position des journalistes face à leurs employeurs est sujet à polémique, parfois décrit comme une simple pétition de principe.
Elle ne précise pas comment, concrètement, les journalistes pourront faire valoir les droits qu'elle énonce, ni n’envisage le cas où les pressions émaneraient des autorités publiques. Elle implique également l'adhésion automatique du journaliste au contenu de la charte déontologique de l'entreprise lors de la signature du contrat de travail, ce qui peut mettre le journaliste en porte-a-faux vis-à-vis de sa direction.